# Tjällmo församling
Tjällmo församling är en församling i Linköpings stift inom Svenska kyrkan. Församlingen ingår i Borensbergs pastorat och ligger i Motala kommun i Östergötlands län.
Församlingskyrka är Tjällmo kyrka.

## Administrativ historik
Församlingen har medeltida ursprung. 
Församlingen utgjorde till 2006 ett eget pastorat, för att därefter till 2014 ingå i pastorat med Borensbergs församling och Klockrike församling. Från 2014 ingår församlingen i Borensbergs pastorat.

## Kyrkoherdar
| Ämbetstid  | Namn                  | Levnadstid | Övrigt                                     |
| ---------- | --------------------- | ---------- | ------------------------------------------ |
| 1410       | Tidheman              |            |                                            |
| 1400-talet | Ericus                |            |                                            |
| 1459-1479  | Andreas Petri         |            |                                            |
| 1503       | Henricus Erici        |            | Senare komminister i Skänninge församling. |
| 1523       | Olavus Caroli         |            | Senare kyrkoherde i Björsäters församling. |
| 1527-1531  | Sveno Petri           | -1531      |                                            |
| 1532-1539  | Laurentius Haquini    | -1539      |                                            |
| 1541       | Andreas Erasmi        |            |                                            |
| 1563-1570  | Magnus Svenonis       | -1570      |                                            |
| 1570-1580  | Andreas Erici         | -1580      |                                            |
| 1582-1605  | Matthias Erici        | -1605      |                                            |
| 1607-1633  | Laurentius Theodori   | -1653      | Avsatt 1633.                               |
| 1633-1666  | Petrus Bothvidi       | -1666      |                                            |
| 1668-1682  | Thorerus Frostonis    | 1622-1682  |                                            |
| 1682-1685  | Magnus Öring          | 1647-1685  |                                            |
| 1686-1697  | Jonas Lithunius       | 1653-1702  | Senare kyrkoherde i Risinge församling.    |
| 1697-1703  | Nathanael Laurenius   | 1658-1703  |                                            |
| 1704-1735  | Samuel Sevenius       | 1669-1735  |                                            |
| 1737-1769  | Mårten Lithun         | 1690-1769  |                                            |
| 1769-1793  | Samuel Wistenius      | 1722-1793  |                                            |
| 1793-1816  | Olof Johan Nordwall   | 1750-1816  | Kyrkoherde och kontraktsprost.             |
| 1817-1828  | Per Johan Wimermark   | 1763-1828  |                                            |
| 1829-1848  | Anders Kastman        | 1777-1848  |                                            |
| 1849-1885  | Gustaf Wilhelm Kemner | 1806-1885  |                                            |
| 1885-1920  | Fredrik Allard        | 1837-1920  |                                            |
| 1920–1931  | Johan Hammers         | 1887–1951  | Senare domprost i Linköpings församling.   |
| 1931–1964  | Gunnar Lindquist      | 1899–1973  | Kontraktsprost.                            |
| 1965–1970  | Evert Lindblom        | 1914–1975  |                                            |
| 1976–1984  | Thorsten Erking       | 1921–      | [ 8 ]                                      |

### Komministrar
Lista över komministrar.
| Ämbetstid | Namn                       | Levnadstid | Övrigt                                        |
| --------- | -------------------------- | ---------- | --------------------------------------------- |
| 1630      | Nicolaus                   |            | Senare kyrkoherde i Godegårds församling.     |
| 1655-     | Ericus Knoop (Conopaeus)   |            |                                               |
| 1672-1674 | Petrus Betulander          | 1620-1674  |                                               |
| 1677-1682 | Magnus Öring               | 1647-1685  | Senare kyrkoherde i församlingen.             |
| 1685-1695 | Petrus Knoop               | 1655–1733  | Senare kyrkoherde i Skeppsås församling.      |
| 1695-1704 | Joannes Glanstrand         | -1704      |                                               |
| 1705-1709 | Folcherus Örbergh          | 1664-1709  |                                               |
| 1710-1733 | Elias Ekeroth              | 1682–1754  | Senare kyrkoherde i Bankekinds församling.    |
| 1733-1753 | Anders Wetterdahl          | -1753      |                                               |
| 1754-1799 | Samuel Sevenius            | 1717-1799  |                                               |
| 1800-1810 | Johan Sevén                | 1760-1810  |                                               |
| 1811      | Anders Kastman             | 1777-1848  | Senare kyrkoherde i församlingen.             |
| 1817      | Johan Gustaf Askelöf       |            | Senare kyrkoherde i Å församling.             |
| 1831–1855 | Anders Wilhelm Staal       | 1785–1863  | Senare kyrkoherde i Fornåsa församling.       |
| 1856      | Johan August Tornberg      |            | Senare kyrkoherde i Häradshammars församling. |
| 1867      | John Per Fredrik Engstrand |            | Senare kyrkoherde i Borgs församling.         |
| 1882      | Anders Oskar Söderström    |            | Senare komminister i Motala församling.       |
| 1898      | Karl Johan Lind            |            | Senare kyrkoherde i S:t Anna församling.      |
| 1908-     | Thure Matthias Bergdahl    | 1882-      |                                               |

### Brukspredikant
Brukspredikant vid Skönnarbo.
| Ämbetstid | Namn          | Levnadstid | Övrigt                                       |
| --------- | ------------- | ---------- | -------------------------------------------- |
| 1785–1791 | Per Laurenius | 1758–1822  | Senare kyrkoherde i Östra Stenby församling. |

### Lärare
Lärare vid sockenskolan.
| Ämbetstid | Namn              | Levnadstid | Övrigt                                     |
| --------- | ----------------- | ---------- | ------------------------------------------ |
| 1825-1845 | Carl Adam Suneson | 1796-1845  |                                            |
| 1845-1848 | Carl Johan Pålman |            | Senare kyrkoherde i Rappestads församling. |

## Organister och klockare
| Ämbetstid | Namn                              | Levnadstid | Övrigt                          |
| --------- | --------------------------------- | ---------- | ------------------------------- |
| -1727     | Erik Åkerstedt                    | 1703-      | Organist                        |
| 1742      | Carl                              |            | Organist                        |
| 1743-1744 | Petter Nyman                      |            | Organist                        |
| 1744-1745 | Per                               |            | Klockare                        |
| 1746-1747 | Petter Björling                   |            | Organist                        |
| 1750-1775 | Lars Dahlberg                     | 1721-1775  | Klockare                        |
| 1748-1766 | Carl Hindrick Björling            | -1766      | Organist                        |
| 1766-1776 | Björling                          |            | Organist                        |
| 1777-1812 | Samuel Lindeblad                  | 1750-1823  | Organist och klockare           |
| 1812-1829 | Lars Fredrik Lindeblad            | 1780-1829  | Organist och klockare           |
| 1829-1831 | Johan Henric Allard               | 1811-      | Organist och klockare (vikarie) |
| 1831-1883 | Johan Rydvall                     | 1799-1883  | Organist och klockare           |
| 1883-1892 | Sven Jacob Rydvall                | 1832-1917  | Organist och klockare           |
| 1892-1894 | Samuel Gottfrid Lindqvist         | 1870-      | Organist och klockare           |
| 1895-1901 | Karl Johan August Karlsson Lönner | 1870-      | Organist och klockare           |
| 1902-1910 | Einar Sixten Norberg              | 1879-1928  | Organist och klockare           |
| 1911-1946 | Nils Ture Engström                | 1885-1960  | Organist och klockare           |
| 1947-1949 | Bertil Järvholm                   | 1921-      | Organist och klockare           |
| 1950-1951 | Olof Andersson                    | 1920-1992  | Organist och klockare           |